# Marija Štetić
Marija Štetić (8 novembre 1994) è una taekwondoka croata naturalizzata bosniaca. In carriera ha vinto la medaglia d'argento agli europei di Sofia 2021 nella categoria dei 62 chilogrammi per la Bosnia ed Erzegovina e quella di bronzo a Kazan' 2018 nel torneo dei 57 chilogrammi per la Croazia.

## Palmarès

### Per la Croazia
- Europei

Kazan' 2018: bronzo nei 57 kg.

### Per la Bosnia ed Erzegovina
- Europei

Sofia 2021: argento nei 62 kg.